# 財神到 (歌曲)
《財神到》是粤语贺年歌曲，由許冠傑與黎彼得创作。此曲反映了香港社會流行的愛財心態，又勸勉人們不要迷信、不要為非作歹。

## 創作背景與歷程
1970年代初，香港社会开始出现财神形象和相关的文化作品，而当时社会大众普遍重视农历新年，《財神到》就是在这个时代背景下誕生。《財神到》由香港歌手許冠傑作曲，許冠傑、黎彼得一同作词，最早收录在許冠傑1978年發表的同名专辑中。此曲先有歌词、后有曲调，这种音乐创作手法称为“问字取腔”，广泛用于1970年代始的粤语音乐中。

## 音樂特色
《財神到》既有中国传统文化，又有西方音乐的元素，脍炙人口。歌词主要讲述财神降世，并提到人们盼望新年如意吉祥的祝福。此外，歌詞也反映了中国人传统的发财愿望、香港社會流行的爱财心态，并表现了人们在生活穷困时希望能够发财的现象。当时的香港音乐界已流行创作贺年歌曲，黎彼得将《財神到》的歌词以“恭喜”外的其他内容为主题，从而做到创新。此曲有劝勉人们不要迷信、不要为非作歹的歌词，黎彼得认为这样可以带来共鸣与正能量。
旋律的灵感来自于披頭四樂隊的Ob-La-Di, Ob-La-Da。

## 反響
《財神到》一曲发行后便在香港受到欢迎，所属专辑在1978年举行的第二屆香港金唱片頒獎典禮得到白金唱片荣誉。此曲成为香港历久不衰的贺年歌曲，一直传唱了数十年。此外，此曲还从香港流传到广州、继而传唱到岭南地区一带，在这些地区广泛流行起来。《財神到》亦普及於海外各地的华人社群，例如巴西就曾经有电台广播此曲。農曆新年期間在越南及越裔社區，此曲的越南語改編版（越南语：／）亦廣受傳唱。

## 版本
1994年，香港歌手林子祥演唱了该曲目，收錄於《華納群星賀歲金曲喜上加喜+天天報喜》。
2023年1月，香港歌手谭咏麟在湖南卫视《时光音乐会 (第二季)》第七期节目节目中，演唱了《财神到》。